# 西尾劇場

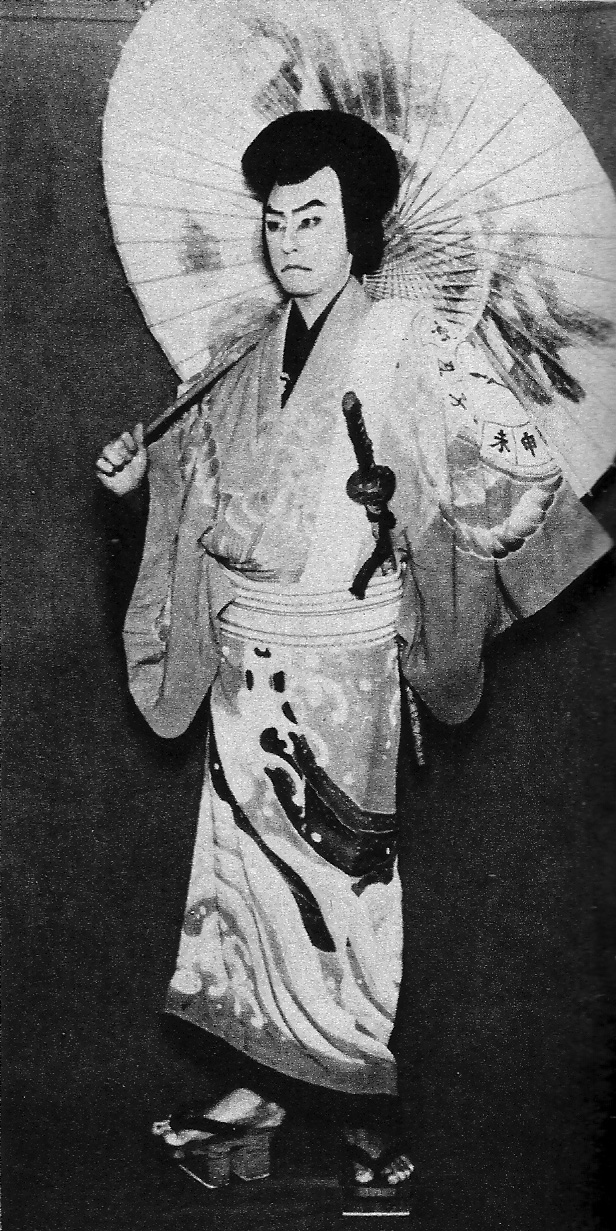
西尾劇場のこけら落としを飾った十三代目片岡仁左衛門（1931年（昭和6年）の写真）

西尾東映劇場（にしおとうえいげきじょう）は、愛知県西尾市花ノ木町にあった映画館。かつては劇場としても使われていた。

## 概要
旧称は西尾劇場、西尾東映。通称は西尾劇場（にしおげきじょう）。2009年（平成21年）には建物が近代化産業遺産に認定されたが、老朽化が進行したため、2014年（平成26年）に取り壊された。

## 沿革
- 1940年（昭和15年） - 岡崎市の龍城座を移築して芝居小屋西尾劇場が開館。
- 1946年（昭和21年）頃 - 本格的な映画興行開始。
- 2013年（平成25年） - 営業終了。
- 2014年（平成26年） - 建物解体。

## データ
所在地
愛知県西尾市花ノ木町4-15
アクセス
名鉄西尾線 西尾駅から北西に徒歩で約2分。
座席数
- 1,500席（1950年代）
- 1,006席（1950年代後半）
- 498席（1960年代 - 70年代前半）
- 370席（1970年代後半 - 80年代前半）
- 234席（1980年代後半 - 閉館時）[2]。

支配人
- 青山謙吉（1953年）
- 手島政次（1960年 - 1964年）
- 青山茂樹（1970年 - 2013年閉館時）[2]

## 歴史
1926年（大正15年）には石川栄耀の都市計画による花ノ木町の区画整理事業が開始され、1928年（昭和3年）には西尾鉄道（現・名鉄西尾線）西尾駅が花ノ木町に移転した。駅前繁華街の中心施設として劇場の建設が計画されたが、戦時中で大規模娯楽施設の新築が制限されていたため、1940年（昭和15年）9月2日、岡崎市の岡崎公園近くにあった劇場・龍城座（たつきざ）を移築し、西尾駅前に西尾劇場が芝居小屋として開館。こけら落としは関西歌舞伎の十三代目片岡仁左衛門の公演だった。
第二次世界大戦後には映画興行を開始。1946年（昭和21年）頃には日本全国の映画館が連合国軍最高司令官総司令部（GHQ）の管制下に置かれたため、西尾劇場もハリウッドなどの洋画専門となったが、1950年（昭和25年）の東映創業を機に西尾劇場でも日本映画を上映するようになり、1951年（昭和26年）のサンフランシスコ講和条約を機に映画が自由解禁となった。映画は基本的には東映の作品を上映していたが、大映や日活の作品を上映することもあった。戦後には劇場（芝居小屋）兼映画館として活動しており、東海林太郎、榎本健一（エノケン）、美空ひばりなどの公演が行われた。1953年（昭和28年）時点ではホールが1,500席もあり、『映画館名簿』によれば愛知県では名古屋宝塚劇場（1950年代半ばには1,900席台）に次ぐ規模だった。
1950年代後半に1,006席に縮小されると、1963年（昭和38年）の改装で花道が撤去され、座席数も498席まで減らされた。1968年（昭和43年）には芝居興行を終えたが、劇場や映画館としての傍ら、広い舞台を活かして女子プロレス、キックボクシング、ストリップなどの興行も行われた。1980年代後半には234席となり、閉館までこの座席数を維持した。2009年には「西尾市内の芸能・映画関連遺産」という名称で建物が近代化産業遺産に認定された。
名鉄西尾駅前には西尾劇場、松竹・東宝系の松栄館、洋画専門の西尾パール劇場の計3館が、やや離れた菅原町には日活系の鶴城映劇が存在したが、西尾パール劇場と松栄館は1980年代後半から1990年代前半に相次いで閉館した。2011年（平成23年）9月に西尾劇場が映画館としての定期営業を終了すると、西尾市から一般映画館がなくなり、映画館は成人映画専門に転換した鶴城映劇のみとなった。その後は単発的に映画上映を行っていたが、2013年（平成25年）4月14日、西尾劇場で撮影が行われた映画『怪特探KAITOKUTAN岸部町奇談』が最後の上映作品となった。この岸部町奇談の試写会には愛知県知事の大村秀章、西尾市長の榊原康正も列席している。建物は老朽化して屋根に穴が開くなどしており、2014年（平成26年）2月に取り壊され、更地となった。その後2015年（平成27年）、跡地の一部（愛知県道12号豊田一色線沿い）にauショップ西尾駅前が移転開業している。

## 特徴
ロビーには高倉健、鶴田浩二、藤純子、千葉真一、菅原文太など東映スターのポスターが数多く飾られ、1997年（平成9年）頃から閉館まではロビーで駄菓子を売っていた。建物は昭和初期の大規模木造建築であることから、映画『20世紀少年』で建物前がロケ地として使用され、映画『ALWAYS 三丁目の夕日'64』のロケ地にもなる予定だった。2013年（平成25年）の映画『怪特探KAITOKUTAN岸部町奇談』は西尾劇場で撮影が行われ、愛知県知事の大村秀章が西尾劇場の館長役で出演した。

## 西尾劇場を取り上げたテレビ番組
- スタイルプラス（東海テレビ放送）
2007年12月9日放送「LIFE+」コーナーで紹介[7]。

- ウドちゃんの旅してゴメン（名古屋テレビ放送） 
ウド鈴木が番組内で西尾劇場を3度（2005年6月4日[1]、2006年5月27日[8]、2009年8月29日[9]）訪れている。2005年に訪問した際は『ONE PIECE THE MOVIE オマツリ男爵と秘密の島』（監督細田守）が上映中だった[1]。

- ナニコレ珍百景（テレビ朝日系・県内は名古屋テレビ放送）
2010年2月17日放送で「レトロな謎の建物」として紹介[10]。

- ノリで行こう!!（中京テレビ放送） 
2013年8月21日放送で次長課長、椿鬼奴、田中涼子、ワッキー（ペナルティ）が西尾劇場を訪れる。舞台上でワッキーと河本準一（次長課長）が美空ひばりのモノマネをしたり、河本と田中涼子が漫才をする一幕もあった[11]。

## 不祥事
劇場閉館後、不動産業として存続している法人「株式会社西尾劇場」（名古屋市中区）の代表ら2人が、劇場跡地の売却益約2億6300万円を申告せず、法人税約7800万円を脱税したとして、名古屋国税局は2019年（平成31年）4月5日、法人と代表ら2人を、法人税法違反などの容疑で名古屋地方検察庁に告発したと発表した。